# 保釣運動

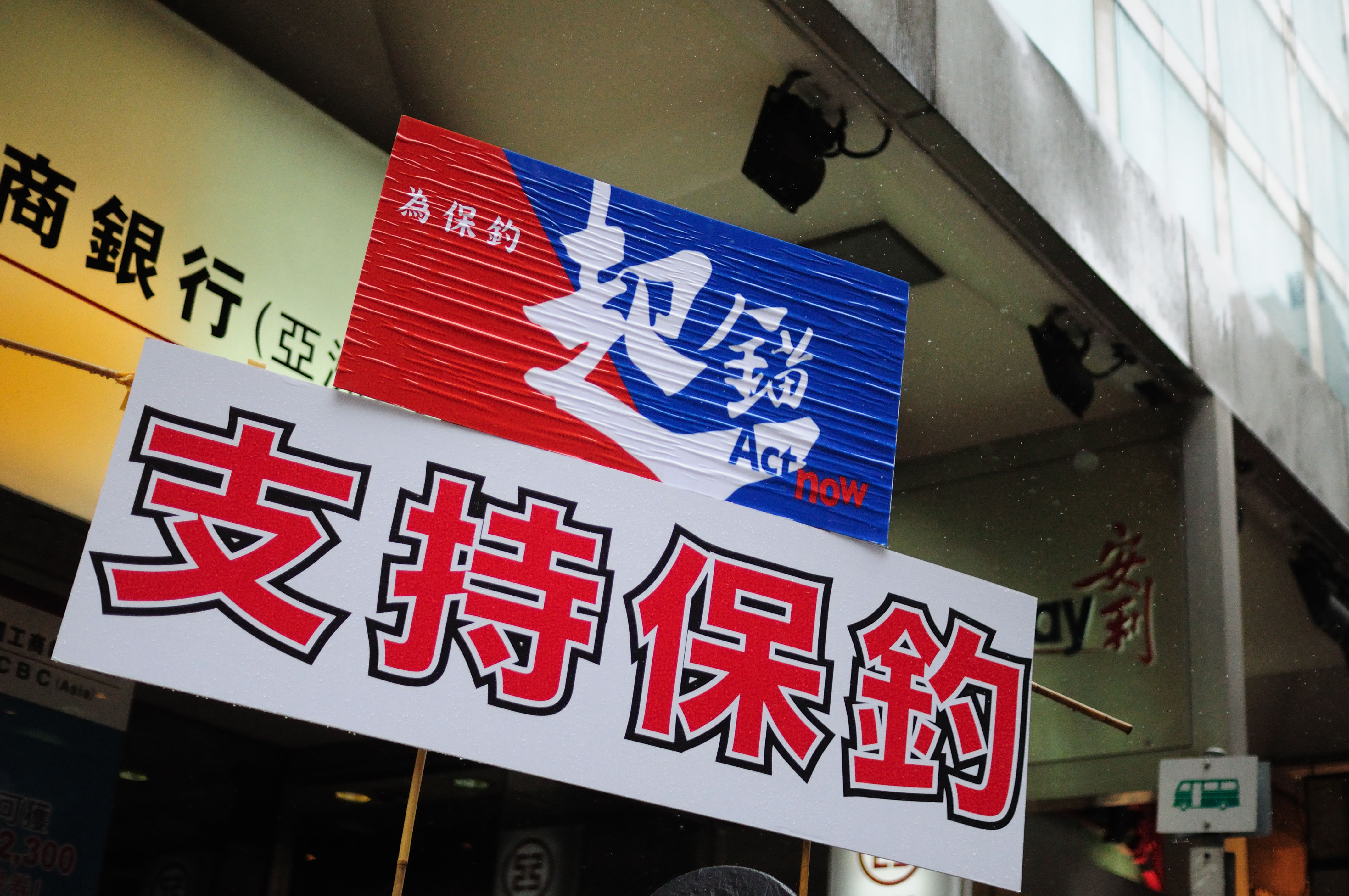
香港保釣運動

保釣運動始於1970年，是由中国大陆、台灣、香港、澳門為了回應日本宣稱擁有釣魚島主權所發起的一系列民間運動。其活动方式包括游行、示威、驾船出海至釣魚臺列嶼海域与登陸釣魚島宣示主權等。

## 緣起
釣魚臺列嶼為臺灣省基隆市東北方約186公里（102海浬）的釣魚島與附近七個小島（共計五個無人島與三個岩礁）的合稱，總面積約6.1636平方公里，是大屯山及觀音山山脈向東北延伸入東海海底的突出部分，實為臺灣北部的地質延伸，在地質上與臺灣東北方花瓶嶼、棉花嶼、彭佳嶼一脈相承，同為臺灣的附屬島嶼。釣魚島上有淡水，沒有居民，附近海域自古是臺灣、福建漁民的傳統漁場。
1968年10月，聯合國亞洲經濟開發委員會（ECAFE）指出釣魚台列嶼海底大陸棚為一大油田，引起台灣、日本與中國大陸方面的關注。
1970年9月10日，美日在未與華方協同下達成協議，美國準備在1972年把美軍二戰時所佔領的琉球群島交予日本，當中包括釣魚台列嶼。過程中，雖然美國沒有明文提及釣魚台的法定地位，但是由於美國駐日大使館表示「釣魚台為琉球群島一部份」，日本可以對釣魚台進行直接管轄，而日本也開始驅逐來自台灣的漁民，引發全球各地華人抗議。

## 民间主要活动

### 20世纪

#### 台灣
1970年9月，中國時報董事長余紀忠與總編輯臧遠侯決定指派記者登上釣魚台採訪。9月1日，記者宇業熒、姚琢奇、劉永寧、蔡篤勝等人在基隆搭乘於水試所租用的海憲號遠洋漁船啟航。9月2日上午9點30分，一行人成功登陸釣魚台，並在島上升起中華民國國旗，海憲號船長王德泉則用八厘米錄影機拍下這段畫面。隨後中國時報記者又在峭壁上留下「蔣總統萬歲」五字。
1970年11月17日，美國普林斯頓大學的台灣留學生組成「保衛釣魚台行動委員會」，表示「反對美日私相受授」、「外抗強權，內爭主權」，一方面抨擊美國與日本，另一方面也要求中華民國政府應該力爭主權。
1971年1月29日，二千多位台灣及香港留美學生在聯合國總部外面示威，高呼「保衛釣魚台」。以台灣和香港留學美國為主的學生，分別在華府、紐約、舊金山、西雅圖、洛杉磯、芝加哥(見美國中西部釣魚台示威遊行)等地舉行第一次保釣示威，光紐約就有近一千三百人參與示威。兩周後，香港教師、學生組成「香港保衛釣魚台行動委員會」，發動學生上街示威，指控美日勾結；其中，該年7月7日學聯在維園發起的七七大示威更演變成嚴重衝突：香港皇家警察威利警司率領千多名警察，以近乎一比一比例武力驅散示威者，用警棍隨意毆打手無寸鐵的市民，由此為香港70年代的學運潮揭開了序幕。
1971年3月，包含趙元任、余英時、李遠哲、張系國在內的500多位華裔學生上書總統蔣中正，呼籲政府抵抗日本新侵略，並拒絕參加「中日韓聯合開發海底資源協定」。在1971年8月下旬布朗大學的保釣運動國是討論會以及9月初密西根州安娜堡國是大會，兩場會議辯論中國在聯合國的代表權問題，是保釣運動中首次有左派台灣留學生公開支持只有中華人民共和國才能代表中國（CHINA）；決議1971年9月21日在聯合國總部前舉行九二一聯合國大遊行，爭取中華人民共和國在聯合國的合法席位。留美的左派台灣學生以五星紅旗開道，後面跟著的是10個人掛著「中華人民共和國萬歲！」的牌子，再後面是10面毛澤東畫像招牌。
在臺灣，由張俊宏和陳鼓應等人於1968年所創立的改革派雜誌《大學雜誌》，是臺灣最早的保釣運動發聲管道之一。1971年1月開始，大學雜誌開始刊登保釣運動的消息，包括學者丘宏達的相關文章，同時也鼓吹自由主義，希望政府恢復人民政治自由。
1971年4月10日，在華盛頓、西雅圖、舊金山、洛杉磯等城市舉行第二次海外保釣示威活動。單單在華盛頓所舉行「保衛中國領土釣魚台」大遊行中，就估計約有2500-4000人參加。以當時每年留學海外約2千人、每人平均在學三年估算，推估每兩位留學生中就有一位出來參與示威遊行。
1971年6月，在美日簽署移轉琉球（包括釣魚臺列嶼在內）管轄權文件的同一日，上千大學生發動示威遊行，至美、日大使館遞交抗議書。不過此後隨著美日的簽約已定，台灣學生的保釣運動也就暫停。
1971年10月，聯合國大會2758號決議通過，引起台灣內部的憂患意識，學生以保釣運動為名，開始組織社團，發起學生運動。1972年4月4至9日，國民黨政府擔心學生運動失控，連續6天在《中央日報》副刊登出孤影（敏洪奎）《一個小市民的心聲》一文，希望將學生運動降溫。
因為保釣運動與聯合國等議題，讓台大學生王杏慶、王復蘇等政大、師大學生，經過學生社團間的相互聯絡、交換意見，於1972年12月初在報紙聯名發表《我們的呼籲》，要求青年學生擁抱國家、社會，表達自己的聲音。王復蘇等150多人組織「社會服務團」，開始調查社會議題，學生運動由愛國保釣轉向關心社會議題。1973年，台大學生又發起以服務農村、漁村、山地部落等的「百萬小時奉獻運動」，希望學生主動進行社會關懷。中華民國政府擔心因保釣運動而衍生的學生運動失控，中國國民黨透過救國團介入並接手各類社會服務團體，以控制學生運動。同時，警備總部搜索陳鼓應等人的住宅，指控他們立場親共。1974年，警備總部發動臺大哲學系事件，解除自由派學者的教職，台大哲學研究所因此停招一年。學生運動遭到壓制，保釣運動的風潮也在台灣降溫。

#### 港臺民間聯合行動
1996年以後，香港和台灣民間多次組織了保釣的行動。但是日本每次都派出警船攔截，只有極少幾次登島成功。当时尚为英属香港的全球華人保釣大聯盟的陳毓祥等五人隨保釣號貨輪在9月26日抵達釣魚台海域，多次被日本舰艇与军机围追堵截，難以搶灘，五人跳海示威，向钓鱼岛游去，其中陳毓祥遇溺身亡，另一名遇溺的保釣人士方裕源則被日本的直升機救起，送往石垣島的醫院救治。陳毓祥的逝世激發港、台兩地的保釣行動。10月6日，即陳毓祥舉殯當日，由臺北縣議員金介壽和香港立法局議員曾健成領導的新一輪保釣行動，於基隆租用了上千艘漁船出發駛往釣魚台列嶼。參與者在10月7日成功登陸釣魚島，並一同在島上同時揮舞五星紅旗及青天白日滿地紅旗，以表示釣魚台是所有中國人的領土。 當日，建國黨成員在香港保釣人士下塌的酒店外示威，並焚燒了兩支五星紅旗。10月9日，保釣行動委員會成員闖入日本駐港領事館，在館內高唱《義勇軍進行曲》達半小時，以示抗議；其後，日本右翼團體日本青年社向新華通訊社香港分社發出恐嚇信，表示會殺死所有中國人。

#### 中國大陸
在1970年代初保釣運動興起時，中華人民共和國政府官方並沒有表示支持，其民間也沒有相關活動。
1978年8月，《中日和平友好條約》簽署。
1978年日本右翼團體提出於釣魚岛修建直升機場，其後200多艘中國大陸漁船到有關海域宣示主權，日本右翼團體放棄建機場計劃。當時鄧小平表示，釣魚岛主權問題可在日後慢慢解決。

### 2000年代
2000年以後，中國大陸逐漸放寬民間保釣行動的限制，民間保釣行動比以往積極。
2003年12月26日由中國918愛國網、愛國者同盟網在廈門市舉行全球華人保釣論壇，彙集了海內外華人代表30多人，並決定成立中國民間保釣聯合會，推選童增為會長。
2004年1月，武漢大學學生梁振參與保釣並出海，是湖北地区直接参加保钓行动的第一人。
2004年3月24日保釣人士馮錦華等7人成功登上釣魚島，這是中華人民共和國成立後中國大陸人民首次登上釣魚島。
2006年10月22日香港保釣行動委員會的「保釣二號」漁船載著中国大陆及香港、澳门保釣人士起程前往台灣，預定於抵台後與台灣及海外保釣人士會合，共同前往釣魚岛宣示主權，與此同時，中華人民共和國外交部發表聲明警告日本政府冷靜對待保釣人士。但因為受到民進黨政府的阻撓，禁止「保釣二號」停靠基隆港，台灣保釣人士未能出海，最終「保釣二號」直接前往釣魚岛。但「保釣二號」進入釣魚岛附近海域後，遭到日本海上保安廳艦隻和偵察機包圍，並遭日方艦隻撞擊驅逐，結果「保釣二號」在進入距離釣魚島12海里的水域停下後，船員為十年前於保釣行動中在釣魚岛海域溺斃的保釣領袖陳毓祥舉行公祭儀式，然後被迫折返回航。中華人民共和國外交部發表聲明重申中國擁有釣魚島主權。當時出於維護地區穩定的目的，北京、臺北都沒有派出軍隊參與保釣運動。
2008年6月10日，發生聯合號海釣船事件，台灣聯合號漁船在釣魚島海域遭日本巡邏船撞沉，船上16人被日本巡邏船救起，但船長何鴻義和兩名船員則被日本當局扣留二至三天後才獲釋返抵台灣。此一事件引發台灣社會的不滿。日本當局發表聲明，對日方巡邏船撞沉台灣海釣船聯合號一事，承認日方確實有疏失，於當時臺北縣政府出面打國際官司取得勝利後，日方召開記者會發表了正式道歉聲明，九十度鞠躬對此表示遺憾，並正式賠償船員損失。
十二名台灣保釣人士在6月15日搭乘「全家福號」漁船前往釣魚台宣示主權，並由台灣海巡署派出巡防艦保護，在釣魚台海域順利繞島一周後返航。之後日本發表聲明，對台灣當局侵犯領海表示遺憾。
2008年11月9日中華保釣協會在臺北縣永和市(今新北市永和區)成立。
2009年，台湾和中国大陸，以及香港、澳门的保钓团体曾计划进行新一轮联合保钓行动，计划5月上旬乘船前往钓鱼岛，但因天氣惡劣而取消。

### 2010年代
2010年9月7日，日本海上保安廳巡視船在釣魚島海域與中國漁船發生衝撞，并扣押船长。当日，中国大陆民间保钓人士在北京的日本驻华大使馆前发起抗议示威；香港的保钓人士在日本领事馆外焚烧日本国旗，手举抗议标语，并向日方递交请愿书要求释放被扣押的中国船长。同时，又有香港的政党代表前往日本领事馆进行请愿。游行负责人表示，将会根据事态的发展制定进一步的行动。
2010年9月18日，來自台灣、中國大陸和港澳的華人在日本駐紐約總領事館前集會，是當地20年來最大規模的保釣示威。
2010年9月13日，台灣的兩位保釣人士中華保釣協會執行長黃錫麟及理事殷必雄等人乘坐漁船，前往釣魚島宣示主權途中，駛至距離釣魚島約40海哩水域時乘坐漁船到釣魚台海域時，遭受日本艦隻攔阻。隨行的海岸巡防署艦艇以探照燈、LED跑馬燈、廣播向日方宣示：「釣魚台為中華民國海域，請勿干擾本國漁民活動，海巡署有保護漁民活動的義務」。在廈門的保釣人士原先準備13日出海到釣魚台海域，但因被當地有關部門阻撓而無法成行被迫押後。
2011年1月2日，世界华人保钓联盟在香港成立。
2011年6月29日，台灣一艘保釣船駛到釣魚島以西約33公里，被日本海上保安廳3艘巡邏艇阻截。雙方對峙3小時後，保釣船駛返台灣。
2012年6月14日，因東京都知事石原慎太郎計劃將釣魚台國有化，爲應對該危機保釣聯盟決定于該月16日乘保釣船赴釣魚島，宣示中國對釣魚島的主權和維護東海利益。但是出发当日中国大陆的参加人士被中华人民共和国政府请回，导致行动被迫取消。而对于這次选择大陆作为出发点是因为前几次从香港和台湾出发均被政府阻撓，香港海事處宣布“禁止保釣船隻出海”； 行政院海岸巡防署也阻止台灣保釣船隻出海。
2012年12月14日，台灣平埔族凱達格蘭族後裔表示，釣魚台原本是屬於凱達格蘭族所有，島上還有祖先數千年前留下的遺址。島上的座標石柱、蟒雕、龜雕、祭天壇、祭海平台等，都是先人留下的共同遺產，甚至還有神秘符號；預計明年3月至5月間，將動員180位族人登島祭祖，並向聯合國申請將釣魚台列為世界文化遺產。  釣魚台名稱源於解作「跳板」意思的凱達格蘭語「釣依達阿」。
2013年1月24日，包括中華保釣協會理事長謝夢麟、世界華人保釣聯盟會長黃錫麟、保釣人士游嘉文、保釣人士許登魁、全家福號船長游明川、全家福號印尼籍船員共7人在凌晨1時45分從新北市瑞芳區深澳漁港搭船準備將「媽祖神像、中華民國國旗、跟「還我釣魚台」抗議布條」送到釣魚台列嶼中的釣魚島主島懸掛，以向日本表達抗議。海巡署派出百噸級10018、10050快艇，千噸級和星艦與五百噸級連江艦護航。全家福號上午9點40分開到距釣魚台西南方28浬，海上保安廳8艘公務船即以蛇行、造浪、噴水和排黑煙等方式阻止其前進。 10點50分，3艘中華人民共和國的2000噸級海監船出現在距釣魚台西南西20浬處，距海巡署「和星艦」左側2.5浬。為避免引起兩岸共同保釣聲音，海巡署艦艇以廣播、LED燈表示「釣魚台是中華民國領土，這是中華民國釣魚台海域」指示大陸海監船離開。約11點30分，因為不敵海上保安廳公務船，釣魚台西南方17浬處，全家福號在和星艦前方停滯，3艘大陸海監船則在和星艦後方0.3浬，海上保安廳公務船在周圍海域。隨後全家福號決定返航。
2013年8月3日，航海家翟墨在新浪微博聲稱，他駕駛的帆船「姜太公號」在傍晚進入距釣魚島3海里海域，又撒下逾百面紅旗。翟墨微博上傳的照片顯示，姜太公號船駛近距離釣魚島3海里內時，有「海警2166」等數艘中國海警局船隻和海上保安廳6艘艦艇在旁。共同社報道，在同一時間段內，海上保安廳的巡邏船發現3艘中國海警船先後駛入尖閣諸島附近的日本領海，並在航行約5個半小時後進入領海外側的毗連區。第11管區海上保安總部（那霸）透露，姜太公號在日本領海內航行時，將10個插有紅旗的浮標投入海中。日本外務省亞洲大洋洲局參事官下川真樹太事後致電中国驻日大使馆官員進行抗議。
2014年4月12日，香港普藝拍賣有限公司拍賣《使琉球記》，拍賣方聲稱該書「證明釣魚島早已是中國領土一部份」。
2014年9月18日，香港保釣行動委員會的「啟豐二號」在南丫島海域報稱展開“捕魚活動”，但去向未明。下午4時左右，啟豐二號被香港水警船隻截停，並帶回西灣河水警基地接受調查。
同年10月12日，保釣行動委員會成員羅堪就及古思堯為了響應占中運動，在香港海事處監視下，強行開啟豐二號出海，但航行至南丫島附近海域時遭水警船隻攔截。水警登上啟豐二號調查，並聲稱應海事處要求，要求羅堪就等人立刻返航、往西灣河水警基地接受調查。羅堪就和古思堯拒絕，被警方當場以阻差辦公等罪名拘捕，押返西灣河水警基地。

#### 海拋五星红旗保釣行動
2012年7月3日，中華保釣協會執行長黄锡麟等人从新北市乘坐「全家福號」渔船出发，在海巡署船只的保护下前往钓鱼岛海域宣示主权；但由于未能成功登岛，他最终将此行所带的五星红旗丢在釣魚島海域上。日本方面对此行动向臺灣表示抗议，但中華民國外交部拒绝接受抗议。事后，對於台灣保釣人士攜帶五星紅旗卻未拿中華民國國旗的舉動，引起臺灣輿論譁然，持續在台灣各大討論區、論壇發酵，使得正因林益世索賄案而飽受抨擊的馬英九政府立場十分尷尬。此一事件也由釣魚台宣示主權行動被激化為台灣主權歸屬的爭論。有人質疑黃真正立場和動機，並認為馬英九政府在不知情下被利用，也應追究相關人員失職責任。
2012年6至7月期間，日本東京都提出購買釣魚島，積極推動所謂釣魚島國有化，日本兩名右翼人士登陸釣魚島，中國大陸的反日情緒高漲，8月多個城市民眾反日遊行期間，有人翻出1950年代《人民日報》的文章並質疑，引发争议及網絡上的爭論。9月15日，正值周末，中国大陆大批市民上街示威游行，号召抵制日货。但在个别城市，抗议示威游行活动失控，长沙、青岛、西安等地发生打砸抢烧等违法犯罪行为。多辆日系车被掀翻，很多店鋪被打砸、洗劫一空，有日本商店的街区冒起了浓烟，也有部分平民被遊行者暴力攻擊致使嚴重受傷。

#### 香港啟豐二號船員2012年登上釣魚島事件
2012年8月，正值中國大陸反日情緒高漲，發生啟豐二號船員登上釣魚島事件。8月12日，香港保釣行動委員會一行共14名保钓人士（包括1名大陆人士、1名澳门人士、2名凤凰卫视记者），從香港出發乘坐啟豐二號保钓船前往钓鱼岛海域宣示主权。8月15日，啟豐二號在接近釣魚島12海里時不斷受日方船隻阻攔，其間日本海上保安廳船隻曾發射水炮驅趕，啟豐二號的船頭、船身和導航儀受到破壞。啟豐二號最终成功突圍擱淺，有7名成员成功登上钓鱼岛，並揮舞五星紅旗與青天白日滿地紅旗，高唱中華人民共和國國歌，又插上旗幟，但隨即被登島的日本海上保安官及警員拔走。日方扣押了全部14名保釣成員，將他們押送至石垣島和沖繩縣那霸市。此次事件是繼2004年中國大陸保釣人士登島，及1996年香港保釣人士登島後，再次有華人成功登上釣魚島宣示主權。此次事件也觸發中日外交風波，最终在中國嚴正交涉下，日方釋放14名保釣人士，分別乘坐飛機及啟豐二號返回香港。
2012年9月18日，包括新同盟會、中國統一聯盟和中華黃埔四海同心會等組成的中華民國政治團體聯合會議上午召開「勿忘九一八，保衛釣魚台」臨時會議，發表共同聲明，呼籲兩岸合作保釣，捍衛釣魚台主權，勿讓歷史重演。

#### 925台灣保釣行動

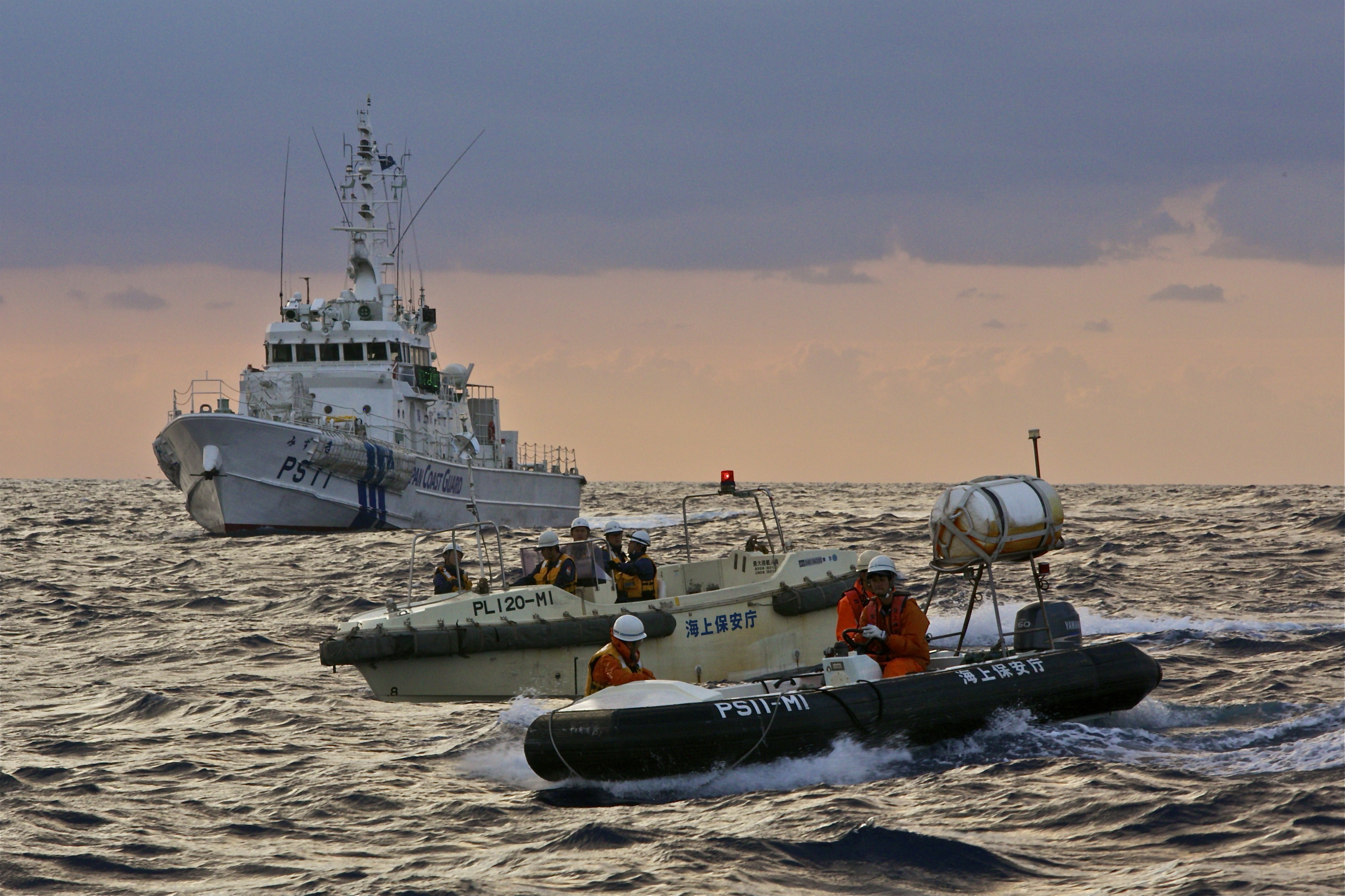
2012年9月25日，日本海上保安廳為應對925台灣保釣行動而於釣魚台列嶼鄰近海域部署的船隻

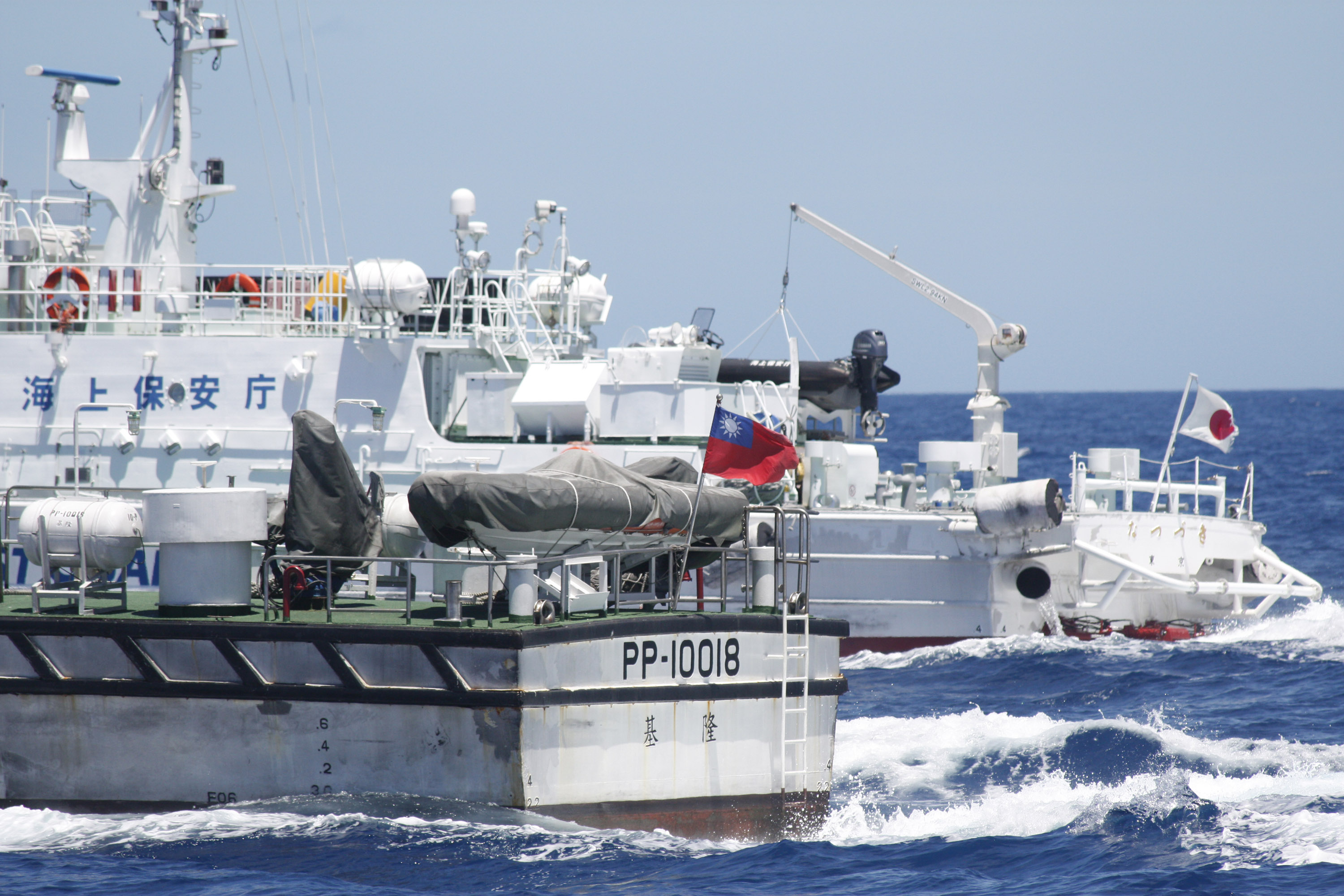
2012年9月25日，日本海上保安廳在釣魚台列嶼鄰近海域與中華民國海巡署的船隻對峙

2012年9月24日起，以宜蘭漁民為主的「為生存、護漁權」民間保釣活動，24日下午3時集結75艘漁船，從南方澳漁港出發前往釣魚台海域。中華民國海巡署出動超過10艘艦艇護航，並成立緊急應變中心、指揮所，全程掌握狀況。這次應是歷年最大規模的民間保釣行動，經過10多個小時漫長航程與海上顛簸，台灣漁船於25日清晨5時進入釣魚台海域，在距離釣魚台約18浬處集結，準備繞島。日本海上保安廳出動10多艘巡邏艇以擴音器與字燈勸離，隨行護航台灣漁船的海巡署巡邏艇則向日本喊話「這裡是中華民國領土海域，請不要干擾台灣漁民作業」。雙方艦艇一度對峙，但海巡署仍繼續為台灣漁船護航，讓台灣漁船可以繼續向釣魚台前進。海上保安廳在驅趕過程中以水柱驅離漁船，並一度吊放小型快艇衝撞台灣漁船；海巡署艦艇則是同樣以水柱還擊。最後，宜蘭漁民從凌晨開始駛向釣魚臺，一度逼近到距島3浬左右，過程中數度被日方艦艇阻撓及噴水。對峙直到上午9時，漁民認為抗議目的已達成，因此決定返回南方澳漁港。

### 2020年代
曾健成指，啟豐二號將於2020年底拆卸。

## 各方立場與活动

### 中華民國
中華民國政府將釣魚臺列嶼劃歸臺灣省宜蘭縣頭城鎮大溪里管轄，郵遞區號290。
在李登辉政府時代，国防部曾制定名为「漢疆计划」的登陆计划，但最终被總統李登辉否决。
1990年高雄市舉辦臺灣區運動會，當時高雄市市長吳敦義曾打算利用將區運聖火送上釣魚台的方式保釣；當保釣船隊前往釣魚台途中，遭到了日本海上保安廳的艦艇採取衝撞的方式強烈攔阻，無功而返。 
2012年7月6日，立法院院長王金平表示，擱置主權、共同開發該海域的資源是臺灣的既定政策，目前台日關係非常良好，台灣會單獨處理這個問題，不可能在這個問題上和中國聯手。中華民國外交部駐日代表沈斯淳重申臺灣不會和中國共同處理釣魚台，以及「漁權優先、擱置主權、和平共同開發資源」的四大原則沒有改變。行政院大陸委員會副主委劉德勳表示，釣魚台列嶼是主權問題，也是國際議題，而不是兩岸議題。政府的立場很清楚，中華民國堅持主張擁有釣魚台列嶼，不可能與中國大陸共同處理相關議題。海巡署則強調，只要是國人，都將保護其安全，以及不跟中國合作處理釣魚台的原則。
针对2012年7月9日美国的意见，中華民國外交部表示，美方清楚說明對釣魚台主權歸屬不採取立場，也非常了解中華民國堅持擁有釣魚台主權與管轄權的主張。美國的表態不影響中華民國對釣魚台主權的主張；美日安保條約是著眼於（亞太）區域和平穩定，臺灣也支持這個目標。
2012年7月6日，民主進步黨表示，坚持捍衛主權領土釣魚台列嶼，政府行政部门（如海巡署等）必须维护中华民国的领土主权；但反对保釣議題被操作成台灣、中國聯手對抗日本，導致保釣淪為中國的統戰工具。民進黨也认为，釣魚台列嶼问题需朝向臺日雙方共同有利的海洋漁業資源開發等經濟合作方向解决。民進黨主席蘇貞昌对海巡署放任部分人使用五星红旗保钓表示不满。
臺灣民眾部分對日本抱有好感，因此對於釣魚台主權爭議較為冷淡。台灣民眾目前對於保釣還沒有主流民意，2012年7月6日民進黨發言人林俊憲質疑保釣行動被當成統戰工具。
李登輝在卸任總統後公開認為，釣魚台是日本領土；2014年1月14日，民進黨桃園縣議員羅文欽說，臺灣不用附和李登輝這種言論，畢竟李登輝對日本有他的情感糾結。2015年8月4日，前民進黨公共政策研究中心幹事蔡百銓表示，釣魚台原本是凱達格蘭族的，「凱族是台灣人，釣魚台當然是台灣的」；李登輝政府把釣魚台列嶼納入宜蘭縣頭城鄉，如今李登輝卻三不五時就要說「尖閣群島」是日本的。
2012年7月17日，旺旺中時民調中心完成的電話民意调查显示，41%的台湾民众认为，若日本强占钓鱼岛，则应动武保釣。
2013年8月14日下午，台灣建國聯盟、台灣釣魚台光復會、中華國家法治改造促進會等保釣運動團體在立法院舉行「還我釣魚台，共肇亞洲和平」記者會，台灣建國聯盟主席吳清指出：日本侵占釣魚台，過幾年就會侵占台灣，非常可惡；如果釣魚台落入日本手裡，中華人民共和國絕對會插手，到時東亞一定會爆發戰爭，所以他們一定要光復釣魚台；如果日本不把釣魚台還給台灣，一定會有很多台灣人自殺。
2013年10月9日，台灣建國聯盟到中國國民黨中央委員會抗議，前民進黨大老張俊宏在場大談保釣運動，現場台灣建國聯盟人士還高舉「還我釣魚台，大家一起來」標語。
2020年6月8日，宜蘭縣議會通過議員蔡文益之提案，建議將釣魚台改名為「頭城釣魚台」，經宜蘭縣政府送請中華民國內政部更名。宜蘭縣縣長林姿妙說，釣魚台是宜蘭縣頭城鎮的轄區、也是中華民國土地，門牌號碼是「釣魚台1號」。蔡文益說，從歷史角度看，釣魚台是宜蘭縣頭城鎮大溪里所有，也是台灣漁民捕魚的地方；日本沖繩縣石垣市擬將釣魚台更名為「登野城尖閣」，影響主權、更影響漁權，宜蘭縣議員不分黨派抗議這種惡霸行為。民進黨宜蘭縣議會黨團總召集人陳俊宇說，日本政府要重視台灣人的意見與宜蘭人的想法，日本政府不能因釣魚台問題而破壞台日雙方好不容易建立的友誼。中華民國總統府發言人丁允恭表示，釣魚台列嶼是中華民國領土，這是政府一貫的立場，總統府呼籲各方以和平方式解決爭議。
2020年6月9日，釣魚台教育協會、台灣釣魚台光復會、中華保釣協會共同發起，十多個團體聚集於日本台灣交流協會臺北事務所前，抗議石垣市意圖更改釣魚台列嶼之名稱，現場未見中華民國國旗，僅見五星旗飄揚；日本台灣交流協會未派員出面回應，也未收下抗議書。總指揮詹澈表示，這是台灣漁民首次到日本台灣交流協會臺北事務所前為漁權與主權發聲。宜蘭縣蘇澳區漁會常務監事林月英表示，若非現在是漁汛期，將有更多台灣漁民加入抗議；釣魚台為台灣漁民的傳統作業海域，石垣市改名之舉居心叵測，更傷害蘇澳鎮與石垣市作為姐妹市的情誼。中華民國外交部發言人歐江安說，釣魚台列嶼是台灣固有領土，台灣擁有釣魚台主權的事實不因任何國家或地方政府將島嶼改名而改變，日方對釣魚台列嶼片面舉動無助於區域安全與穩定，外交部呼籲石垣市切勿因地方性事務而影響台灣與日本全面友好的夥伴關係，亦呼籲包括日方、中方相關各方理性自制，我方將持續關注並捍衛漁權。
2020年6月22日，中華民國總統府就改名之舉表示，釣魚台列嶼是中華民國的領土，主權屬於中華民國，這是不爭的事實，任何單方面行為不能改變。府方注意到，中國公務船長期以來在相關水域進行一些活動，騷擾到附近漁民，導致這一次風波。

### 中華人民共和國
中華人民共和國政府認為钓鱼岛及其附属岛屿是“臺湾岛之附属岛屿”，归台湾省宜兰县“管辖”。
《人民日報》1953年1月8日在第四版刊載一篇无署名的“资料”《琉球群島人民反對美國占領的鬥爭》，文中写有“琉球群島包括尖閣諸島”的字樣。《人民日报》于2011年以署名文章表示，该文为翻译日语的引用资料，“不能代表中国政府有关钓鱼岛归属的立场”。
自1970年代钓鱼岛问题升级以来，中华人民共和国政府在1978年後明确宣称“钓鱼岛及其附属岛屿自古以来就是中国的“固有领土”，属同为中華人民共和國领土的台灣島之附屬島嶼。中国对此拥有无可争辩的主权。”同时也称“中国政府捍卫钓鱼岛领土主权的决心是坚定不移的。”1992年2月25日，全國人民代表大會通過《中華人民共和國領海法》，正式將釣魚岛列入中華人民共和國領海範圍，日本政府提出抗議。但中華人民共和國政府也因经常只作出“严正声明”而缺乏实际的军事或外交行动，被民间所诟病。
在2000年以后，针对民间日益高涨的捍卫钓鱼岛的呼声，中华人民共和国政府开始派出海监船、渔政船等执法船支赴钓鱼岛附近海域巡航。在一些重大事件发生后，其频率往往会有所增加。
2008年12月8日中华人民共和国海洋監測船「海監45」、「海監46」利用日本海上保安廳船隻交班的時機，進入12海里以內的日本劃定的絕對禁止區。13日，在日本福冈举行的中日韩领导人会议上，中国总理温家宝与日本首相麻生太郎会面时，就钓鱼岛主权问题发生争执。
2010年9月7日中国渔船与日本巡逻船钓鱼岛相撞事件後，中国渔政执法船对钓鱼岛海域的巡航常态化。中國漁政201號船更數次擠進圍繞釣魚島巡航的日本巡邏船近島內圈。
2013年4月23日，中國大陸海監船23日上午8時駛進釣魚台12浬海域，追擊約80名日本右翼團體成員搭乘的小型漁船船隊。日本海上保安廳巡邏船圍繞在日本漁船船隊周圍，採取保護和警戒措施。中國大陆海監船在釣魚臺海域徘徊，並持續約1小時在日本漁船後方偵查。隨後，大陸海監船從後方對漁船發起追擊，意圖驅趕日本右翼團體搭乘的漁船；海上保安廳巡邏船則駛入海監船與漁船之間，迫使海監船更改追擊目標。大陸海監船在上午10時許，於釣魚台12浬處減速，停止對漁船的追擊。
2014年9月18日，中华人民共和国福建省霞浦县人民法院对媒体披露，该院首次对钓鱼岛海域专属经济区行使了“民事司法管辖权”，对一起发生在钓鱼岛海域沉船事故的案件的人民调解协议书做出了确认裁决。

### 日本
1969年，沖繩县石垣市在钓鱼岛上建立了国标。
1972年5月，日本从美國接受随同沖繩列岛管治權一起移交的釣魚台列嶼的行政管辖权後，海上保安廳時常派出巡邏船巡邏釣魚台鄰近海域，並阻止保釣人士或日本右翼團體登島，維持「無人島」狀態，這在相當長時間是中國及日本之間的默契。
2012年4月18日，石原慎太郎提出东京都政府购买钓鱼岛构想后，以东京都政府为首的日本右翼政治人士积极响应，逼使日本政府正式收購釣魚台，避免東京都政府獲得對釣魚台的直接管轄和管理權。
2014年1月，香港傳媒報道，在香港註冊的日本右翼團體「香港靖國神社崇敬奉賛會」致函民主黨及保釣行動委員會，要求對方停止有關「衊造南京大屠殺、日本侵華」及「堅持釣魚台（島）屬中國領土」等「帶侮辱性的誹謗言論」，否則將會採取法律行動以及追討損失。保釣委員會成員曾健成強調「絕不罷休」，「不排除遠赴日本靖國神社焚燒神主牌洩憤」。
2020年6月9日，日本沖繩縣石垣市市長中山義隆9日對市議會提交行政區劃更名案，將尖閣諸島（台湾稱釣魚臺列嶼、中國稱釣魚島）的地址「登野城」改為「登野城尖閣」。 
2020年6月22日，日本沖繩縣石垣市議會表決通過，確定將釣魚臺列嶼（日本稱尖閣諸島）的所在行政區名，從「登野城」變更為「登野城尖閣」，預計10月1日施行。

### 美國
美國國務院發言人盧嵐於2012年7月9日表示，釣魚台列嶼處於日本的管轄權之下，屬於《美日安全保障條約》第5條的適用範圍，該條規定美國有義務防衛日本。而1972年美國將沖繩（琉球）的管轄權移交日本以來，釣魚台列嶼就在日本政府的管轄之下。這是日本政府7日表明計畫將釣魚台列嶼國有化以來，美國官方首度明言釣魚台列嶼適用美日安保條約。她透露，美國國務卿希拉蕊·柯林頓與日本政府8、9日在東京舉行會談時，曾討論到釣魚台列嶼的問題。2010年10月，希拉蕊在美日外相會談後的記者會上也明確表示，釣魚台列嶼適用美日安保條約第5條。但盧嵐同時表示，有關釣魚台列嶼主權問題，美國不採取特定的立場，期待當事者之間以和平的手段解決。2012年8月15日香港保钓人士登陆钓鱼岛一事，盧嵐暗示美国视其为挑衅行为，不过仍重申对于钓鱼岛问题不会选边站，希望有关方面通过和平方法解决。

### 民間組織
保釣運動爆發以後，台灣獨立運動組織獨立台灣會在1971年4月25日發表〈致釣魚台行動委員會的一封公開信〉，聲明釣魚台及其附近海域是台灣的領土、領海，反對親中華人民共和國與中華民國民間保釣團體的主張應歸屬於「中國」；同年7月14日，獨立台灣會再發表〈第二次釣魚台列島聲明〉，反對美國、日本政府在《沖繩島返還協定》中將釣魚台列島歸入日本領土。

## 参与者倾向發展
參與美國保釣運動的不少右派台灣留學生之後都成為反共愛國聯盟等團體的重要成員，例如馬英九；而一些參加保釣運動的左派台灣留學生倒向中華人民共和國；五位左派臺灣留學生李我焱、陳恆次、陳治利、王正方和王春生並於1971年9月訪問北京，受到周恩來接見。但当时中国大陆处于文革时期，周恩來以當時環境不佳為由，並不贊成他們留在中國大陸。不少台灣留學生如林孝信、郭松棻等人也因此被列入黑名單而長期無法返台。林盛中於1971年获美国布朗大学地质系博士学位，1972年赴大陸任中国地质科学院矿床地质研究所副研究员，是少數左派在當時赴大陸的例子。
一些統派學者如陳鼓應、王曉波等人，也將保釣運動視為中國民族主義的號召基礎。2008年11月9日，中華保釣協會在台北縣永和市成立，第一屆理事長劉源俊。

## 保釣活動大事紀
- 1968年10月：聯合國亞洲經濟開發委員會指出，釣魚台列嶼海底大陸棚為一大油田。
- 1970年11月17日：美國普林斯頓大學的台灣留學生組成「保衛釣魚台行動委員會」。
- 1971年9月：留美台灣保釣學生首次訪問北京，受周恩來接見。
- 1972年：美國正式將釣魚台列嶼同琉球的管轄權歸予日本。
- 1990年：中華民國國軍制定漢疆計畫，但未執行即宣告終止。
- 1996年9月26日：香港和台灣民間聯合保釣行動，香港保釣人士陳毓祥等五人在於釣魚台海域跳海示威，當中陳毓祥遇溺身亡，激發港、台兩地新一波保釣風潮。
- 1996年：香港保釣行動委員會成立。
- 2003年12月26日：中國民間保釣聯合會在廈門成立，推選童增為會長。
- 2004年3月24日：中國保釣人士張立昆等7人成功登陸釣魚島，這是中華人民共和國建國後中國大陸人民首次登陸釣魚島。
- 2005年7月7日：澳門保釣行動委員會成立。
- 2008年11月9日：中華保釣協會在台灣臺北縣永和市成立。
- 2008年6月10日：聯合號海釣船事件。
- 2008年12月8日：中國官方的海洋監測船「海監45」、「海監46」利用日本海上保安廳船隻交班的時機，進入12海里以內的日本劃定的絕對禁止區。
- 2010年9月7日，中國漁船與日本巡邏船相撞事件发生后，中国政府要求日方立即释放被扣留的船长，17天後中國要求日方就此次事件作出道歉和赔偿[101]。
- 2011年1月2日：世界華人保釣聯盟在香港成立。
- 2012年4月，東京都知事石原慎太郎計劃將釣魚台國有化。6月10日，包括6名国会议员在内的120余人在钓鱼岛附近海域举行钓鱼比赛并安排船只巡航。对此，中华人民共和国外交部再次重申中华人民共和国政府对钓鱼岛的主权。[102][103]中国大陆保钓运动达到高潮，中日两国外交关系跌至建交以来之冰点。
- 2012年7月3日：台灣“全家福”號保釣事件。
- 2012年8月15日：香港保釣船「啟豐二號」船員成功登上釣魚島，並且揮舞青天白日滿地紅旗及五星紅旗，但後來被沖繩縣警方以「非法入境」罪名拘捕5名登島的保釣人士，而啟豐二號上另外9人亦被日本海上保安廳以涉嫌違反《出入境管理及難民認定法》為由逮捕。14名乘坐啟豐二號的保釣人士、船員及鳳凰衞視記者，當晚分兩批移送到沖繩縣石垣市。
- 2012年9月25日：宜蘭縣「釣魚台護漁委員會」發起台灣民間保釣行動，集結78艘漁船前往釣魚台宣示主權，為台灣歷年最大規模保釣行動，但在行動中漁船在日方阻止下未能登島而返航。

## 民間保釣組織
- 中華保釣協會
- 香港保釣行動委員會
- 中國民間保釣聯合會
- 世界華人保釣聯盟

## 外部連結
- 中國民間保釣聯合會（中國大陸）
- 保釣行動委員會（香港）
- 中華保釣協會（台灣）（页面存档备份，存于）
- 世界华人保钓联盟（页面存档备份，存于）
- 影片：.   [2012-08-17]. （原始内容存档于2021-08-08） （中文）.
- 影片：.   [2012-08-17]. （原始内容存档于2021-08-08） （中文）.
- 影片：.   [2012-08-19]. （原始内容存档于2020-12-01） （中文）.